# Estadio Metropolitano
Pour les articles homonymes, voir Stadium Metropolitano de Madrid.
Le Riyadh Air Metropolitano, anciennement stade olympique de Madrid, Wanda Metropolitano puis Cívitas Metropolitano, autrefois surnommé La Peineta, est un stade situé à Madrid.
Cet ancien stade d'athlétisme d'une capacité de 20 000 places atteint 68 000 places en 2017 après d'importants travaux et devient le stade de l'Atlético de Madrid à partir de la saison 2017-2018, à la place du stade Vicente Calderón, construit au début des années 1960 dans le centre de la capitale espagnole.
Il constitue après le stade Santiago Bernabéu, propriété du Real Madrid et d'une capacité un peu plus élevée, le second équipement sportif de la cité madrilène. Le stade a accueilli la finale de la Ligue des champions le 1er juin 2019, remportée par Liverpool.

## Histoire
De 1994 à 2014, le stade sert à l'athlétisme, avec une capacité de 20 000 places.
Alors qu'il aurait pu servir de stade olympique en 2020 en cas d'obtention des Jeux, le projet ne voit pas le jour à la suite de la victoire de Tokyo, qui organisera en 2021 à cause de la pandémie de covid-19.
Le 12 décembre 2008, le maire de Madrid, Alberto Ruiz-Gallardón, et Enrique Cerezo, président de l'Atlético de Madrid signent une convention pour un transfert de propriété au profit du club, à partir de 2015. De 2014 à 2016, des travaux sont engagés afin de transformer le site en stade de football de grande capacité (catégorie 4 de l'UEFA ). Le coût de construction de la nouvelle enceinte est estimé à 290 millions d'euros, qui correspondent à la somme perçue par le club pour la vente des terrains du Vicente Calderón.
Le stade accueille l'Atlético de Madrid à partir du début de la saison 2017-2018.
Le 16 septembre 2017 marque la date du premier match officiel de l'Atlético de Madrid dans sa nouvelle enceinte. Le Málaga CF est la première équipe à affronter les madrilènes dans une partie remportée 1-0 par les Colchoneros. L'unique buteur de la rencontre est Antoine Griezmann, qui devient ainsi le premier buteur de l'histoire du stade.

## Événements
- Coupe d'Europe des nations d'athlétisme 1996, dans l'ancien stade, avant sa rénovation.
- Coupe du monde des nations d'athlétisme 2002, dans l'ancien stade, avant sa rénovation.
- Finale de la Coupe d'Espagne de football 2017-2018, le 21 avril 2018.
- Concert de Bruno Mars pour son 24K Magic World Tour, le 22 juin 2018.
- Record mondial d'affluence pour un match de championnat national entre clubs de football féminin, lors de la rencontre opposant l'Atlético Madrid au FC Barcelone, réunissant 60 739 spectateurs, le 17 mars 2019[3].
- Finale de la Ligue des champions de l'UEFA 2018-2019, le 1er juin 2019.

## Naming 2024
À partir d'octobre 2024, à la suite d'un nouveau contrat de naming le stade est nouvellement nommé Riyadh Air Metropolitano, du nom d'une compagnie aérienne de l'Arabie saoudite.
L’inauguration de ce nouveau nom a lieu le 20 octobre face au CD Leganés alors battu 3 - 1.

## Environnement et accès
Le stade est relié à la ligne 7 du métro de Madrid. Ainsi qu'aux lignes 2 et 5.
En outre, il est desservi par 16 lignes de bus urbain: 28,38, 48, 77, 101, 105, 114, 115, 140, 140, 151, 153, 200, E2, N6, N5, N4 et SE.
Liaisons interurbaines par bus: 211, 212, 222, 223, 224, 224A, 226, 227, 229, 261, 281, 282, 283,284, 286, 288, 289, 827, 828, N202 et SE.